# Backstage (serie de televisión)
Backstage es una serie de televisión canadiense, estrenada el 18 de marzo de 2016 por el canal Family Channel. En España su estreno tuvo lugar el 20 de junio de 2016, mientras que en Latinoamérica el 21 de noviembre del mismo año, en ambos casos la serie fue emitida por Disney Channel.

## Sinopsis
La acción transcurre en la Escuela de Artes Escénicas de Keaton, en la que bailarines, cantantes, músicos y artistas se preparan para su futura trayectoria profesional, cabe recalcar que los actores son músicos y bailarines en la vida real para que así interpreten mejor su papel.

## Personajes
- Vanessa Morita (Devyn Nekoda) es bailarina de ballet. Asiste a Keaton ante la insistencia de su mejor amiga, Carly. También es conocida por su apodo "Vee"(en español "Ve"). Vanessa a lo largo de las dos temporadas sufre dos lesiones las cuales no le permiten bailar, la primera se la causó mientras practicaba con Carly pero la mantuvo oculta, hasta que finalmente en el festival de fin de año donde interpretaba a "Cenicienta" cayó mal y se terminó de lastimar su pie, la segunda fue a principios de décimo grado cuando se tropezó con una mochila en una audición para el equipo "primas", así que para poder llenar el vacío empieza a coreografiar, igual tiene problemas románticos pues él chico que le gusta (Beckett Bradstreet) es muy cerrado, la besó y la ignoró por completo después pero al final saben superar los obstáculos y logran estar juntos.
- Carly Catto (Alyssa Trask) es bailarina de ballet. También es conocida por su apodo "Cee" (en español "Ce"). Es la mejor amiga de Vanessa. Al principió se veía opacada por Vanessa pero  tras las lesiones de Vanessa ella por fin sale a la Luz consiguiendo grandes oportunidades como estar en el grupo "primas", poder ir a Julliard en verano, poder irse de aprendiz de una de las mejores coreógrafas del mundo , aunque aparte de eso, ella quería poder tener pareja, lo cual nunca paso, al principió se sintió atraída por Sasha uno de sus mejores amigos pero al no ser correspondida deja las cosas en sólo amistad, tiempo después conoce a otro chico el cual es un rompecorazones y al hacerlo "oficial" se arrepiente y decide terminar con todo.
- Miles Lennox (Josh Bogert) es estudiante de música. Toca la guitarra, percusión y canta.Secretamente está muy enfermo del riñón, pero gracias al apoyo se todos sus amigos se recupera, aparte de que encontraron a un donante. Su vida amororsa igual era complicada, pues al principió se sentía atraído por Julie Maslany pero tiempo después se enamora de Alya de la cual se hizo novio, estuvieron juntos hasta que el le confiesa que casi besa a Julie, después inicia una relación con Julie pero Miles decide terminarla porque cree que Julie está enamorada de otro chico. Al final en la segunda temporada se da cuenta de que aun le gusta Alya pero no se sabe que paso entre ellos.
- Alya Kendrick (Aviva Mongillo) es estudiante de música. Toca la guitarra y canta. Al principio era una chica muy tímida y era intimidada por Bianca, la cual tiempo después se hace su amiga, en la primera temporada la mamá de Bianca que es directora de casting hace audiciones para un musical y Alya queda seleccionada, igual se va de gira por el mismo musical pero regresa a mitad de la gira porque no se siente cómoda. Su vida amorosa es complicada, ya que siente algo por Miles y son novios pero ella corta la relación porque Miles casi besa a otra chica, después de eso Alya empieza a volverse presumida y otros chicos comienzan a llamarla "reina de hielo",al final se da cuenta de que siente algo por Miles pero no se sabe que pasa con ellos.
- Jax Gardner (Matthew Isen) es estudiante de música y autoproclamado DJ profesional con el pseudónimo de "DJ Gee". al principio se lleva muy mal con Kit pero al descubrir que ella es DJ Diamond Mind comienza a apoyarla e incluso se va de gira con ella (DJ Diamond Mind) como su consultor musical, igual es mejor amigo Miles. Su vida amorosa es complicada, conoció a Jenna en un concierto y se hicieron novios, pero Jenna terminó con él porque Bianca le dijo que la engañaba con Kit, después se hizo novio de Bianca pero ella terminó su relación porque Jax le confesó que durante la gira besó a otra chica, al final se da cuenta de que le gusta su mejor amiga kit, los cuales terminan siendo novios,
- Bianca Blackwell (Julia Tomasone) es estudiante de música y cantante. Además de que antes de ingresar a Keaton fue la actriz principal de muchas series de televisión, por ejemplo fue Lauren en La Vida de Lauren, Chase en Chase y Chance, etcétera. Aunque al final su carrera de actuación se ve afectada ya que no consigue pasar las audiciones, tiempo después compone una canción con Scarlett y se vuelve representante de Scarlett ya que ella no fue parte del contrato. Su vida amorosa fue corta, al principio se siente atraída por Miles pero no es correspondida, igual siente un odio hacia Alya pero después se vuelven amigas, luego se enamora de Jax y sabotea su relación con Jenna , al final se hacen novios pero ella termina la relación al enterarse de que Jax besó a otra chica.
- Jenna Cristinziano (Adrianna Di Liello) es estudiante de danza.
- Sasha Roy (Colin Petierre) es estudiante de danza. También es responsable del blog de cotilleos de Keaton llamado "TMK" ("Too Much Keaton"). Al principio se siente algo atraído por Vanessa, pero termina acercándose más a Jenna
- Scarlett Dunn (Mckenzie Small) es estudiante de música de décimo grado y cantante. Se la conoce como Scarlett "la Starlett" por la mayoría de los estudiantes de Keaton y es una de las cantantes más valoradas de la escuela.
- Kit Dunn (Romy Weltman) es música y estudiante de arte. Es productora, considerado talento, incluso por Jax, y un artista. Es la hermana adoptiva de Scarlett. Secretamente es DJ Diamond Mind. Su mejor amigo es Jax, por el que comienza a sentir algo
- Denzel Stone (Isiah Hall) es de artes visuales. Es productor y amigo cercano de Kit.
- Beckett Bradstreet (Thomas L. Colford)es estudiante de danza.Es hijo de Helsweel.Al llegar a la escuela se enamoro de Vanessa, pero su carácter fuerte lo metía en problemas, el beso a Vanessa y al final fueron novios.
- Julie Maslany (Kyal Legend) es la presidenta del consejo de estudiantes. Se presenta a la escuela vestida con trajes diferentes cada día y es considerada una de las mejores artistas.
- Helsweel (Jane Moffat) es maestra de baile. Suele ser muy dura con su alumnado.
- Park (Chris Hoffman) es profesor de música. A diferencia de Helsweel, Park muestra compasión hacia sus alumnos, sobre todo hacia Miles

## Temporadas
| Temporada | Temporada | Episodios | Canadá              | Canadá                 | Estados Unidos      | Estados Unidos           | España                | España                  | Latinoamérica           | Latinoamérica          |
| Temporada | Temporada | Episodios | Comienzo            | Final                  | Comienzo            | Final                    | Comienzo              | Final                   | Comienzo                | Final                  |
| --------- | --------- | --------- | ------------------- | ---------------------- | ------------------- | ------------------------ | --------------------- | ----------------------- | ----------------------- | ---------------------- |
|           | 1         | 30        | 18 de marzo de 2016 | 9 de diciembre de 2016 | 25 de marzo de 2016 | 30 de septiembre de 2016 | 20 de junio de 2016   | 10 de agosto de 2016    | 21 de noviembre de 2016 | 24 de febrero de 2017  |
|           | 2         | 30        | 2018                | TBA                    | 28 de julio de 2017 | 30 de septiembre de 2017 | 30 de octubre de 2017 | 20 de diciembre de 2017 | No hay fechas ni canal  | No hay fechas ni canal |

## Música
| Songs from Backstage, Vol. 1 |                         |               |                  |          |  |
| N.º                          | Título                  | Escritor(es)  | Interpreté(s)    | Duración |  |
| 1.                           | «Spark»                 | Andrew Austin | Stefanie McCarol | 3:15     |  |
| 2.                           | «Heartbeats»            | Emery Taylor  | Aviva Mongillo   | 3:36     |  |
| 3.                           | «Heartbeats (Acoustic)» | Emery Taylor  | Aviva Mongillo   | 3:37     |  |

| Songs from Backstage, Vol. 2 |                         |                  |               |          |  |
| N.º                          | Título                  | Escritor(es)     | Interpreté(s) | Duración |  |
| 1.                           | «I Don't Wanna Hear It» | Jeff Milutinovic | Kasey Brown   | 2:22     |  |
| 2.                           | «Who You Lookin'»       | Dave Sorbara     | Laura Nikolic | 3:01     |  |

| Songs from Backstage, Vol. 3 |              |                                |                |          |  |
| N.º                          | Título       | Escritor(es)                   | Interpreté(s)  | Duración |  |
| 1.                           | «Going Home» | Rob Melamed                    | Maya Killtron  | 2:53     |  |
| 2.                           | «Elevator»   | Andrew Austin Jeff Milutinovic | Mckenzie Small | 3:03     |  |

| Songs from Backstage, Vol. 4 |                            |                                          |                            |          |  |
| N.º                          | Título                     | Escritor(es)                             | Interpreté(s)              | Duración |  |
| 1.                           | «Dig Deep (Miles Version)» | Andrew Austin Ryan McLarnon Kate Hewlett | Josh Bogert Aviva Mongillo | 2:34     |  |
| 2.                           | «Lost in Contemplation»    | Ryan McLarnon                            | Andrew Austin              | 2:47     |  |

| Songs from Backstage, Vol. 5 |                |              |                |          |  |
| N.º                          | Título         | Escritor(es) | Interpreté(s)  | Duración |  |
| 1.                           | «Shot Me Down» | Emery Taylor | Aviva Mongillo | 4:53     |  |
| 2.                           | «Gimme Some L» |              |                | 2:28     |  |

| Songs from Backstage, Vol. 6 |                                   |               |                 |          |  |
| N.º                          | Título                            | Escritor(es)  | Interpreté(s)   | Duración |  |
| 1.                           | «Born at the Right Time»          | Tom Westin    | Kelly McCluskey | 2:48     |  |
| 2.                           | «Eyes of the Camera»              | Andrew Austin | Mckenzie Small  | 2:41     |  |
| 3.                           | «Eyes of the Camera (A Cappella)» | Andrew Austin | Mckenzie Small  | 2:00     |  |

| Songs from Backstage, Vol. 7 |                             |                                                                 |                            |          |  |
| N.º                          | Título                      | Escritor(es)                                                    | Interpreté(s)              | Duración |  |
| 1.                           | «Dig Deep (Alya Version)»   | Andrew Austin Ryan McLarnon Kate Hewlett                        | Aviva Mongillo Josh Bogert | 2:37     |  |
| 2.                           | «Step, Sister!» (parts 1–5) | Kevin Krouglow Igor Simoes Correia Jeff Milutinovic Rob Melamed | Kasey Brown                | 2:57     |  |

| Songs from Backstage, Vol. 8 |                                               |                     |               |          |  |
| N.º                          | Título                                        | Escritor(es)        | Interpreté(s) | Duración |  |
| 1.                           | «Until You Loved Me» ("Step, Sister!" part 7) | Andrew Austin       | Andrew Austin | 3:29     |  |
| 2.                           | «Music Gonna Make You Feel Alright»           | Mark Domitric       | Maya Kiltron  | 3:20     |  |
| 3.                           | «Move Over»                                   | Igor Simoes Correia | –             | 2:14     |  |

| Songs from Backstage, Vol. 9 |                            |                     |                       |          |  |
| N.º                          | Título                     | Escritor(es)        | Interpreté(s)         | Duración |  |
| 1.                           | «Spin Yourself in Circles» | Rob Melamed         | Rob Melamed           | 3:00     |  |
| 2.                           | «Beating of the Drum»      | Ryan McLarnon       | Aviva Mongillo        | 3:39     |  |
| 3.                           | «Phat Beat»                | Igor Simoes Correia | Laura Nikolic Samples | 2:27     |  |

| Songs from Backstage, Vol. 10 |                   |                         |               |          |  |
| N.º                           | Título            | Escritor(es)            | Interpreté(s) | Duración |  |
| 1.                            | «Watch Me Get It» | Mark Domitric Rich Kidd | Rich Kidd     | 2:56     |  |
| 2.                            | «Cake»            | Emery Taylor Rob GF     | Rob GF        | 4:00     |  |

1. ↑  «Songs from Backstage, Vol. 1 – Single by Backstage Cast». iTunes Store. United States. 18 de marzo de 2016. Consultado el 24 de agosto de 2016.
2. ↑  «Songs from Backstage, Vol. 2 – Single by Backstage Cast». iTunes Store. United States. 25 de marzo de 2016. Consultado el 24 de agosto de 2016.
3. ↑  «Songs from Backstage, Vol. 3 – Single by Backstage Cast». iTunes Store. United States. 8 de abril de 2016. Consultado el 24 de agosto de 2016.
4. ↑  «Songs from Backstage, Vol. 4 – Single by Backstage Cast». iTunes Store. United States. 22 de abril de 2016. Consultado el 24 de agosto de 2016.
5. ↑  «Songs from Backstage, Vol. 5 – Single by Backstage Cast». iTunes Store. United States. 13 de mayo de 2016. Consultado el 24 de agosto de 2016.
6. ↑  «Songs from Backstage, Vol. 6 – Single by Backstage Cast». iTunes Store. United States. 3 de junio de 2016. Consultado el 24 de agosto de 2016.
7. ↑  «Songs from Backstage, Vol. 7 – Single by Backstage Cast». iTunes Store. United States. 24 de junio de 2016. Consultado el 24 de agosto de 2016.
8. ↑  «Songs from Backstage, Vol. 8 – Single by Backstage Cast». iTunes Store. United States. 16 de septiembre de 2016. Consultado el 17 de septiembre de 2016.
9. ↑  «Songs from Backstage, Vol. 9 – Single by Backstage Cast». iTunes Store. United States. 30 de septiembre de 2016. Consultado el 1 de octubre de 2016.
10. ↑  «Songs from Backstage, Vol. 10 – Single by Backstage Cast». iTunes Store. United States. 14 de octubre de 2016. Consultado el 15 de octubre de 2016.